# یواس‌اس کامپتی (وای‌تی‌بی-۸۱۶)
یواس‌اس کامپتی (وای‌تی‌بی-۸۱۶) (به انگلیسی: USS Campti (YTB-816)) یک کشتی بود که طول آن ۱۰۹ فوت (۳۳ متر) بود. این کشتی در سال ۱۹۷۲ ساخته شد.